# Венгерская выжла
Венгерская короткошёрстная выжла, венгерская легавая (венг. magyar vizsla), — порода охотничьих собак из Венгрии.

## Происхождение
Предки современных венгерских легавых были известны ещё с X века — вероятнее всего, появились на территории Карпат с мадьярскими кочевыми племенами. На протяжении многих лет выжлы были фаворитами венгерской знати. 

## Особенности
Благодаря острому нюху выжла чётко и быстро ищет след. Кроме того, достоинствами этой собаки являются выносливость, отличная стойка, умение адаптироваться к сложным погодным условиям и практически любой местности: выжла работает одинаково хорошо как на пересечённой местности, так и в зарослях болот.

## Внешний вид
Традиционный окрас венгерской выжлы — рыжевато-золотистый и его оттенки. Нежелательны красноватые или темно-коричневые тона. Допускается небольшое белое пятно на груди. 
По структуре шерсти различают две разновидности венгерской выжлы: 
1. жесткошёрстная — шерсть длиннее и более жёсткая на ощупь, она не так плотно прилегает к телу;
2. короткошёрстная — шерсть короткая, гладкая, густая и плотно прилегающая.

Цвет носа, подушек лап и когтей обязательно должен совпадать с окрасом шерсти. Это является отличительным признаком венгерской выжлы от других, похожих по окрасу собак, таких как родезийский риджбек или краснокостная легавая, у которых нос и подушки лап — чёрные.
Венгерская выжла — изящная и статная собака, обладающая мускулистым телосложением, но выглядящая при этом очень грациозно и элегантно. Это собака средних размеров: её высота в холке составляет от 54 до 64 см, а вес — 20—27 кг. У венгерской легавой глубокая и широкая грудь, крепкая поясница и сильные конечности.
У выжлы сухая голова с прямоугольной мордой, низко посаженные висячие уши, закруглённые на концах, карие глаза в тон или немного темнее окраса.

## Характер
Дружелюбная и ласковая, легко сходится с людьми. В семье, как правило, выбирает себе одного хозяина.
Венгерская выжла — очень энергичная и подвижная собака, она редко пребывает в состоянии полного покоя, предпочитая вместо отдыха подвижные игры и физические упражнения. В повседневной жизни выжла нуждается в активных занятиях.
Это обычно очень спокойные и уравновешенные собаки, они редко проявляют агрессию, по отношению к людям дружелюбны. Преданы хозяевам и готовы защитить их в любой момент. Отважная и умная, она с лёгкостью обучается выполнению команд. В процессе обучения ни в коем случае нельзя проявлять грубость. На неё можно воздействовать только посредством понимания и внимательного к ней отношения.